# Yasnopolski (Rusia)
Yasnopolski (del ruso: Яснопольский) es un posiólok del raión de Yeisk del krai de Krasnodar, en Rusia. Está situado en las tierras bajas de Kubán-Azov, en la península de Yeisk, 17 km al sureste de Yeisk y 176 km al noroeste de Krasnodar, la capital del krai. Tenía 254 habitantes en 2010.
Pertenece al municipio Aleksándrovskoye.